# Jalgpalliklubi Viljandi Tulevik
Lo Jalgpalliklubi Viljandi Tulevik, comunemente noto come Viljandi Tulevik oppure Tulevik (in italiano Futuro), è una società calcistica estone di Viljandi. Milita in II Liiga, la quarta serie del campionato estone.

## Storia

### Fondazione e periodo sovietico
Fondato nel 1912 come società polisportiva, in ambito calcistico fu attivo a livello locale, senza mai partecipare al campionato nazionale (l'allora Eesti Meistrid).
Venne sciolto nel 1940, per poi ricomparire col nome di VFK Viljandi nel 1981, quando partecipò per la prima volta al campionato regionale sovietico d'Estonia, disputato poi per gran parte di quel decennio.

### Periodo estone: anni novanta
Cambiò denominazione in Jalgpalliklubi Viljandi nel 1991 e poi in Jalgpalliklubi Viljandi Tulevik nel 1992, anno in cui prese parte alla Meistriliiga 1992, la prima stagione del nuovo campionato estone. Concluse il campionato al 13º posto salvandosi con un ripescaggio, ma l'anno successivo non evitò la retrocessione.
Dopo quattro anni in Esiliiga, nel 1997 il club acquisì il titolo sportivo del Lelle SK, ottenendo il diritto a partecipare alla Meistriliiga. A fine stagione ottenne il quinto posto e l'accesso alle competizioni europee nella Coppa Intertoto 1998, da cui venne eliminato al primo turno dagli svizzeri del San Gallo. L'ulteriore quinto posto della stagione successiva consentì l'accesso alla Coppa UEFA 1999-2000; anche in questo caso l'eliminazione fu immediata, per opera dei belgi del Club Brugge.
Nel 1999 il Tulevik arrivò secondo conseguendo il miglior piazzamento in campionato, sebbene lontano venti punti dal Levadia Mardu campione; grazie a questo traguardo giocò la Coppa UEFA 2000-2001, ma anche in questo caso fu eliminato al primo turno, stavolta contro i serbi del Napredak Kruševac.

### Anni duemila
Negli anni successivi la squadra si attestò a metà classifica, finché nel 2006 arrivò al penultimo posto e perse i play-out contro il Kalev Tallinn (0-0; 1-1); tuttavia venne ripescata poiché le due squadre di Tartu, il Maag e il Tammeka, si unirono creando il JK Maag Tammeka Tartu lasciando di fatto un posto libero nella massima serie che fu occupato proprio dalla compagine di Viljandi.

### Anni duemiladieci
Rimase in massima serie fino al 2010 quando, pur salvo sul campo, decise di ripartire dalla II Liga (allora terza serie) con giocatori locali, mentre il resto della squadra confluì nel nuovo FC Viljandi, che prese il posto lasciato vacante in massima serie. Nel 2012, col secondo posto finale nel girone sud/ovest, il Tulevik guadagnò l'accesso in Esiliiga.
Nel 2014 ha concluso il campionato di Esiliiga al 5º posto (secondo se si escludono le squadre riserve), in seguito ha vinto lo spareggio contro il Lokomotiv Jõhvi e ha fatto il suo ritorno in Meistriliiga. Tuttavia la permanenza nella massima serie è durata una sola stagione, in quanto la squadra si è classificata all'ultimo posto.
Nel 2016, dunque, il Tulevik riparte dall'Esiliiga. Dopo alcune difficoltà iniziali, la squadra mantiene saldamente il primo posto per il resto del campionato, raggiunge matematicamente la promozione in Meistriliiga con otto giornate di anticipo e la matematica vittoria a quattro giornate dal termine. Conclude la stagione con 89 punti, eguagliando il record in Esiliiga, distanziando di ventuno punti il Flora Tallinn Under-21 e di ben trentacinque il Maardu, 4º classificato e secondo tra le squadre indipendenti.
Di nuovo in Meistriliiga, disputa un campionato da bassa classifica che termina in ottava posizione, guadagnata per via del declassamento del Kalev Sillamäe all'ultimo posto. Nel 2018 si classifica settimo, in una stagione relativamente più tranquilla della precedente.
In Meistriliiga 2019 è di nuovo in lotta per evitare il fondo insieme a Kalev Tallinn, Kuressaare e Maardu. Due vittorie nelle ultime quattro giornate risultano infine decisive per raggiungere la settima posizione.

### Anni duemilaventi
Nel 2020 si piazza al 6º posto. Nel 2021 arriva 8º, ma rinuncia alla partecipazione al campionato successivo annunciando un ridimensionamento societario. Si iscrive quindi in Esiliiga 2022, ma non si rivela competitivo e rimane sempre in bassa classifica insieme al Pärnu JK. Nelle ultime giornate avvicina l'Alliance Ida-Virumaa all'ottavo posto per puntare quantomeno allo spareggio, ma non riesce nell'aggancio e termina la stagione in nona posizione, retrocedendo direttamente in Esiliiga B.
Nel 2023 ha un buon inizio di campionato e trascorre le prime giornate in zona promozione, ma nel corso dell'anno rallenta il suo passo e scivola progressivamente verso metà classifica, concludendo infine al sesto posto. Nel campionato 2024 è invece in seria difficoltà e rimane a fondo classifica insieme al Pärnu JK alternandosi a esso per l'ultima posizione. Nelle ultime giornate il Tulevik riesce a distanziare il diretto avversario ma non evita la retrocessione, la terza in quattro stagioni, col penultimo posto finale.

## Palmarès

### Competizioni nazionali
- Esiliiga: 1

2016

### Altri piazzamenti
- Campionato estone:

Secondo posto: 1999
- Coppa di Estonia:

Finalista: 1997-1998, 1998-1999, 1999-2000
Semifinalista: 2020-2021
- Supercoppa di Estonia:

Finalista: 2000
- Esiliiga:

Terzo posto: 1994-1995 (girone Sud)
- II Liiga:

Promozione: 2012

## Statistiche

### Partecipazione ai campionati
Le statistiche comprendono le stagioni a partire dal 1992, anno della fondazione del campionato estone.
| Livello | Categoria    | Partecipazioni | Debutto   | Ultima stagione | Totale |
| ------- | ------------ | -------------- | --------- | --------------- | ------ |
| 1º      | Meistriliiga | 22             | 1992      | 2021            | 22     |
| 2º      | Esiliiga     | 8              | 1993-1994 | 2022            | 8      |
| 3º      | Esiliiga B   | 2              | 2023      | 2024            | 4      |
| 3º      | II Liiga     | 2              | 2011      | 2012            | 4      |
| 4º      | II Liiga     | 1              | 2025      | 2025            | 1      |

### Partecipazioni ai tornei internazionali
| Competizione    | Partecipazioni | Debutto | Ultima stagione | Totale |
| --------------- | -------------- | ------- | --------------- | ------ |
| Coppa Intertoto | 1              | 1998    | 1998            | 1      |
| Coppa UEFA      | 2              | 1999-00 | 2000-01         | 2      |

## Organico

### Rosa 2016
| N. |                    | Ruolo | Calciatore      |
| -- | ------------------ | ----- | --------------- |
| 1  | Estonia (bandiera) | P     | Karl-Romet Nõmm |
| 2  | Estonia (bandiera) | C     | Raiko Mutle     |
| 3  | Estonia (bandiera) | D     | Kaarel Henn     |
| 4  | Estonia (bandiera) | D     | Indrek Ilves    |
| 5  | Estonia (bandiera) | C     | Sander Post     |
| 6  | Estonia (bandiera) | D     | Siim Saar       |
| 7  | Estonia (bandiera) | C     | Raido Roman     |
| 11 | Estonia (bandiera) | C     | Robert Taar     |
| 14 | Estonia (bandiera) | C     | Karel Kübar     |
| 15 | Estonia (bandiera) | A     | Tanel Lang      |

| N. |                    | Ruolo | Calciatore        |
| -- | ------------------ | ----- | ----------------- |
| 17 | Estonia (bandiera) | A     | Rainer Peips      |
| 18 | Estonia (bandiera) | D     | Martin Allik      |
| 19 | Estonia (bandiera) | C     | Rasmus Alles      |
| 20 | Estonia (bandiera) | A     | Rasmus Luhakooder |
| 21 | Estonia (bandiera) | A     | Kristen Kähr      |
| 23 | Estonia (bandiera) | C     | Sander Loigo      |
| 25 | Estonia (bandiera) | D     | Martin Normann    |
| 30 | Estonia (bandiera) | P     | Rait Oja          |
| 31 | Estonia (bandiera) | C     | Roger Teor        |
| 35 | Estonia (bandiera) | C     | Sander Kapper     |